# アメリカチヌ属
アメリカチヌ属 (アメリカチヌぞく、学名: Archosargus) は、タイ科の下位分類群の1つ。東太平洋と西大西洋に分布する。

## 分類と名称
1865年にアメリカの生物学者であるセオドア・ギルによって記載され、その唯一の種は Sparus probatocephalus (ヒツジダイ)であった。S. probatocephalus は、1792年にドイツの博物学者であるヨハン・ユリウス・ヴァルバウムによって記載され、タイプ産地は明らかでないが、おそらくニューヨーク州であった。ヘダイ亜科に分類されることもあるが、『Fishes of the World』第5版ではタイ科に亜科を認めていない。従来スズキ目に分類されていたが、『Fishes of the World』第5版では、タイ目に分類されている。属名は「Archon (優れた)」と「Sagrus (ギリシア語でタイ)」を組み合わせたもので、ギルはおそらくアフリカチヌ属のシノニムである Sargus を参考にしている。ギルはヒツジダイについて「タイ科の中で大きさだけでなく肉の繊細さも突出している」と述べた。

## 下位分類
3または4種が分類されている。A. aries をヒツジダイのシノニムとする場合もある。
- Archosargus aries (Valenciennes, 1830) (Southern sheepshead)
- Archosargus pourtalesii (Steindachner, 1881) ガラパゴスチヌ (Blackspot porgy, Galápagos seabream)
- Archosargus probatocephalus (Walbaum, 1792) ヒツジダイ (Sheepshead)
- Archosargus rhomboidalis (Linnaeus, 1758) (Western Atlantic seabream)

## 分布と生息地
アメリカ大陸近海に分布し、3種はカナダ南部からブラジルまでの西大西洋で見られ、ガラパゴスチヌのみが東太平洋のガラパゴス諸島で見られる。沿岸に生息し、汽水域や川の下流域まで進出することも多い。

## 形態
体はやや側扁した楕円形で、体高は高く、頭部は小さく吻が尖る。頭部背側と腹側の輪郭は両方とも凸面である。口は小さく、眼窩前骨が上顎の後部に重なる。顎の前部の歯は平らで幅広く、上顎の側面には大臼歯のような歯が3列ある。背鰭は長く高くなく、棘は12本あり、前部の棘は前方を向いており、埋まっている可能性もある。臀鰭棘は短く、3本ある。胸鰭は腹鰭よりもはるかに長い。頬と鰓蓋は通常鱗状で、吻に鱗は無い。最大種はヒツジダイで全長91 cmに達し、最小種は A. rhomboidalis で、最大全長は33 cm。

## 人との関わり
商業用と娯楽用の両方で漁獲される。小型種は食用魚としてはあまり価値が無いが、魚粉の原料になる。ヒツジダイは食用目的で漁獲され、過去には乱獲により減少したが、メキシコ湾では再び重要性が高まっている。